# Mr. & Mrs. Bridge
Mr. & Mrs. Bridge (br: Cenas de uma família — pt: Mr. e Mrs. Bridge) é um filme estadunidense  e britânico de 1990, do gênero drama, dirigido por James Ivory.

## Sinopse
No Kansas, nos anos 40, três filhos enfrentam problemas por encarar a vida de forma diferente de seus pais. O pai é um conhecido advogado conservador, autoritário e insensível e a mãe, uma mulher oprimida, que vive à sombra do marido, mas que tenta manter a família unida. Os dois encontram dificuldades para orientar o adolescente Douglas, a rebelde Ruth e a impulsiva Carolyn.

## Elenco
- Paul Newman ....  Walter Bridge
- Joanne Woodward ....  India Bridge
- Blythe Danner ....  Grace Barron
- Simon Callow ....  dr. Alex Sauer
- Kyra Sedgwick ....  Ruth Bridge
- Robert Sean Leonard ....  Douglas Bridge
- Margaret Welsh ....  Carolyn Bridge
- Austin Pendleton ....  sr. Gadbury
- Saundra McClain ....  Harriet
- Diane Kagan ....  Julia
- Gale Garnett ....  Mabel Ong
- Remak Ramsay ....  Virgil Barron
- Robert Westenberg ....  namorado de Ruth
- John Bell ....  Douglas Bridge (garoto)
- Marcus Giamatti ....  Gil Davis

## Prêmios e indicações
Oscar 1991 (EUA)
- Recebeu uma indicação na categoria de Melhor Atriz (Joanne Woodward).

Globo de Ouro 1991 (EUA)
- Recebeu uma indicação na categoria de Melhor Atriz - Drama (Joanne Woodward).

Independent Spirit Awards 1991 (EUA)
- Recebeu uma indicação na categoria de Melhor Atriz (Joanne Woodward).

Prêmio NYFCC 1990 (New York Film Critics Circle Awards, EUA)
- Venceu na categoria de Melhor Atriz (Joanne Woodward) e Melhor Roteiro.

Prêmio KCFCC 1991 (Kansas City Film Critics Circle Awards, EUA)
- Venceu na categoria de Melhor Atriz (Joanne Woodward)

## Curiosidades
- O casal do filme, representados por Paul Newman e Joanne Woodward, são casados na vida real.